# Neuwerk
Neuwerk egy Hamburghoz tartozó turzássziget az Elba torkolatától nem messze a Watt-tengerben.

## Földrajza
Neuwerk 13 kilométernyire fekszik az Alsó-Szászországhoz tartozó Cuxhaventől északnyugatra. A sziget Hamburg-Mitte kerület része, amelytől 100 kilométernyire északnyugatra terül el. Közigazgatásilag hozzá tartozik a közeli Scharhörn és Nigehörn. A sziget területe mindössze 3 km², legmagasabb pontja 7 méter az átlagos tengerszint felett. A szigetet és környékét a Hamburgi Watt-tenger Nemzeti Park kezeli. A sziget madárvilága különösen gazdag, ezért madárrezervátumként is működik.

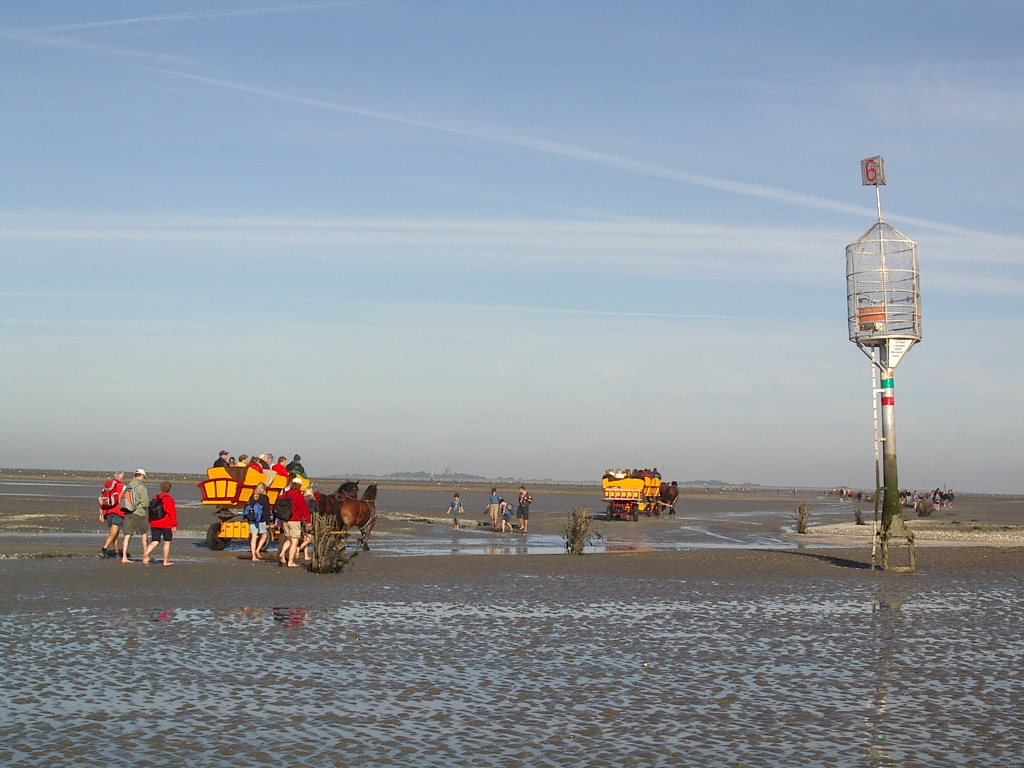
Út Neuwerkre apály idején

A sziget földrajzát meghatározza az ár-apály jelenség. Apály idején száraz lábbal is megközelíthető mindössze két és fél órás sétával. Dagály idején hajókkal lehet Neuwerkre eljutni.
Magán a szigeten három, gátakkal elválasztott zóna található. A legkülső zóna bár kiemelkedik a tengerből, de nem védik gátak a téli viharok idején előforduló vihardagályoktól, csak a partszegélyt erősítették meg. E zónához tartozik Neuwerk északi (Nordvorland) és keleti (Ostvorland) része. A sziget délnyugati részét (Binnengroden) árvízvédelmi töltés veszi körbe. Ezen a területen belül fekszenek a lakóházak és a középületek. A Binnengrodenen belül, mintegy végső menedékként egy második gátgyűrű is található. Ezen belül helyezkednek el a sziget közművei és a világítótorony.

## Története

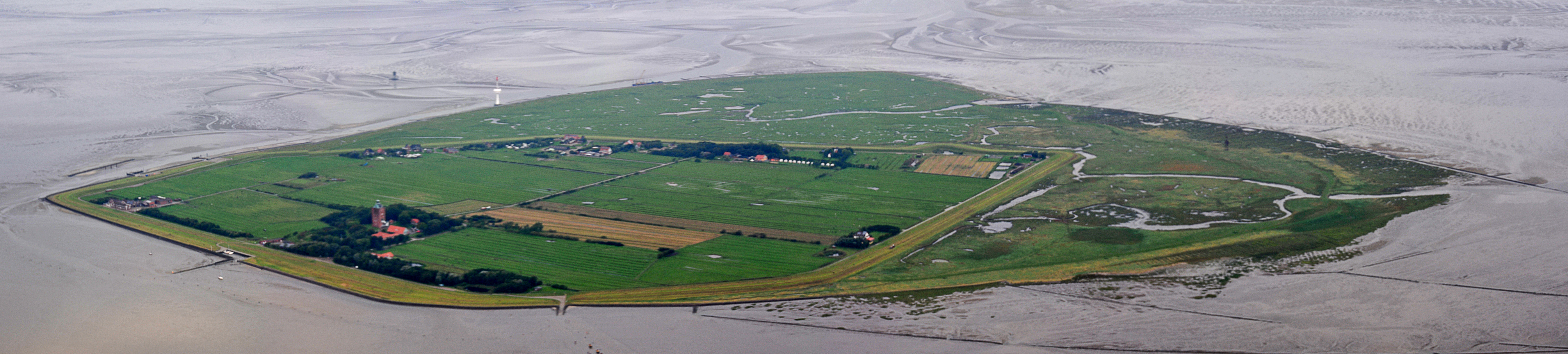
Neuwerk

Neuwerket elsőként 1316-ban a Hamburg városa és a mai Cuxhaven illetve Bremerhaven vidékén élő frízek között kötött szerződésben említették Nige O néven. A következő 700 évben a sziget Hamburghoz tartozott. 1299-ben a hanza-város egy 35 méter magas tornyot épített a szigeten, hogy a part mentén portyázó tengeri rablóktól védelmet nyújtson. A tornyot 1369-ben újra kellett építeni, miután leégett. A ma is álló világítótorony Hamburg legidősebb épülete és egyben az utolsó fennmaradt erődítménye. 1388-tól a sziget az ún. Ritzbütteli körzet (a szintén Hamburghoz tartozó Cuxhaven) része lett.
1434-ben egy Störtebecker (ez vélhetően nem azonos Klaus Störtebeker korábbi kalózzal) nevű kalóz martalócaival megszállta a szigetet és itt rendezte be bázisát. Az Elbán közlekedő hajók elleni rablótámadások miatt Hamburg hadjáratot szervezett a sziget felszabadítására. Neuwerket megostromolták, Störtebeckert pedig Hamburgban kivégezték.
1905-től kezdve Neuwerk üdülő és kirándulóhely. Az 1937-es közigazgatási reform után Alsó-Szászország fennhatósága alá került. 1969-ben Hamburg és Alsó-Szászország szerződést kötött egymással, így a sziget 1969. október 1-jétől Sacharhörnnel együtt ismét Hamburg tartomány része lett. A városállam mélyvízi kikötő építését tervezte a sziget mellett, de ez mindmáig nem valósult meg.

## Idegenforgalom
Neuwerken 40-en laknak, többségük az idegenforgalomból él. Neuwerket évente 120 000 látogató keresi fel. A szigeten kulcsos házak, panziók és egy szálloda várja a vendégeket.
A sziget látványát a világítótorony uralja. A Weser és az Elba torkolatából egyaránt látható torony fontos tengeri jelzés. 2004-ben nyílt meg a nemzeti park látogatóközpontja. A szigeten található a névtelenek temetője, ahol a vihardagályok által hátrahagyott holttesteket temették el. Neuwerk partjain különösen viharok után érdemes borostyánkövet keresni.